# 구마모토 아사히 방송
구마모토 아사히 방송(일본어: 熊本朝日放送)은 1989년 10월 1일에 구마모토현의 4번째 민영 방송국으로 개국한 방송국으로 약칭은 KAB, 콜사인은 JOZI-DTV이다.

## 연혁
- 1988년 12월 16일 설립.
- 1989년 10월 1일 개국.
- 2006년 6월 한국 대전광역시에 있는 대전문화방송과 자매국 제휴 조인.
- 2006년 11월 1일　지상파 디지털 텔레비전 방송시험 방송 개시.
- 2006년 12월 1일　지상파 디지털 텔레비전 본방송 개시.
- 2011년 7월 24일 지상파 아날로그 텔레비전 방송 종료.

## 특징
- 규슈아사히 방송, 가고시마 방송 다음으로 규슈에 세워진 3번째 ANN계열 방송국이다.
- 회사설립 당시 482개 회사가 설립신청을 했고 1986년 9월 29일부터 조정 회의를 진행하여 2년 후인 1988년 10월 5일 최종 조정을 완료하였다.
- 개국 당시부터 1990년대 말까지 키 스테이션 방송사인 TV 아사히에서 제작하는 심야 프로그램을 잘 방송하지 않았다.

## 구마모토현에 있는 다른 텔레비전·라디오 방송국
- NHK 구마모토 방송국
- 구마모토 방송(RKK)(TV는 도쿄 방송 계열국, 라디오는 JRN&NRN계열국)
- 구마모토현민 TV(KKT)(니혼 TV계열)
- TV 구마모토(TKU)(후지 TV 계열)
- FM구마모토(JFN 계열)